# 大久保忠真
大久保 忠真（おおくぼ ただざね）は、江戸時代後期の譜代大名、老中。相模国小田原藩の第7代藩主。小田原藩大久保家9代。

## 生涯

### 家督相続
第6代藩主・大久保忠顕の長男として生まれる。父の死により、寛政8年（1796年）、家督を継ぐ。

### 藩政改革と二宮尊徳
江戸時代後期になると、小田原藩でも財政窮乏により藩政改革の必要性に迫られていた。
藩主の忠真は二宮尊徳を登用して改革を行なうこととした。尊徳は藩重臣・服部家の財政を再建した実績をすでに持っていた。忠真もその話を聞き、小田原藩の再建を依頼しようとした。
しかし、尊徳の登用はすぐには実現しなかった。身分秩序を重んじる藩の重役が反対したのである。そこでまず、忠真は文政5年（1822年）、尊徳に下野国桜町（分家・宇津家の知行地、現在の栃木県真岡市二宮地区）の復興を依頼した。桜町は3000石の表高にもかかわらず、荒廃が進んで収穫が800石にまで落ち込んでいた。それまでにも小田原藩から担当者が派遣されていたが、その都度失敗していた。
尊徳が桜町復興に成功すると、次に忠真は重臣たちを説き伏せ、尊徳に小田原本藩の復興を依頼し、金1000両や多数の蔵米を支給して改革を側面から支援した。天保8年（1837年）のことである。尊徳登用を思い立ってから15年が経っていた。尊徳の農村復興は九分九厘成功したが、天保8年、忠真が57歳で突如として急死し、跡を嫡孫の忠愨が継ぐと、尊徳は後ろ盾を無くした。二宮尊徳による小田原藩の改革は保守派の反対によって頓挫した。
また、文政5年（1822年）には藩校集成館（小田原市立三の丸小学校所在地にあった）を興した。この藩校は維新後、幾度かの変遷を経て六郡共立小田原中学校となり、1886年（明治19年）、同中学校が大住郡金目村に移転され三郡共立学校となることで、神奈川県立秦野高等学校、神奈川県立平塚農業高等学校の前身となった。
一方、幕政においては松平定信の推挙で老中となり、20年以上在職する。政治手腕等においては、同役の水野忠邦に比較すると影は薄いが、反面で矢部定謙、川路聖謨、間宮林蔵（蝦夷地や樺太の探検で著名）など下級幕吏を登用・保護している。

## 年譜
- 1778年（安永7年） 生まれる
- 1796年（寛政8年） 小田原藩相続（10月8日）
- 1800年（寛政12年） 奏者番
- 1804年（文化元年） 寺社奉行兼務（1月28日）
- 1810年（文化7年） 大坂城代（6月25日）
- 1815年（文化12年） 京都所司代（4月16日）
- 1818年（文政元年） 老中（8月2日）
- 1837年（天保8年） 在職のまま死去（3月19日） 、享年60

## 官位
- 1792年（寛政4年） 従五位下出羽守
- 1796年（寛政8年） 安芸守
- 1815年（文化12年） 従四位下侍従・加賀守

## 系譜
父母
- 大久保忠顕（父）
- 杉山氏 ー 側室（母）

正室
- 典 ー 蜂須賀治昭の娘

側室
- 伴氏

子女
- 大久保忠脩（長男）生母は伴氏（側室）
- 逸 ー 牧野忠雅正室
- 大久保偶子 ー 加藤明邦正室のち本庄宗秀継室

養子
- 大久保忠愨 ー 大久保忠脩の長男